# Інавгурація Віктора Януковича
Інавгурація Віктора Януковича, четвертого Президента України, відбулася 25 лютого 2010 року.
Церемонію інавгурації 2010 року транслювалися наживо десять телеканалів: «Перший національний», «1+1», «Інтер», «Україна», «Новий канал», «ICTV», «СТБ», «5 канал», «24 канал» та «Рада».

## Передумови церемонії
Вибори четвертого Президента України відбувались у два тури. Перший тур виборів Президента України 2010 року відбувся 17 січня. За підсумками до другого туру вийшли Віктор Янукович (35,32 %) і прем'єр-міністр Юлія Тимошенко (25,05 %). 7 лютого відбувся другий тур, перемогу здобув Янукович, набравши 48,95 % голосів (12 481 266 виборців).
Верховна Рада України Постановою від 16 лютого призначила днем проведення інавгурації 25 лютого 2010 року. Віктор Ющенко підписав указ, яким був затверджений план заходів, пов'язаних з інавгурацією.

## Хід інавгурації
Інавгурація четвертого Президента відбулась 25 лютого 2010 року у сесійному залі на засіданні Верховної Ради України.
Цього дня о 9:00 в Києво-Печерській лаврі розпочався молебень, на якому патріарх Російської православної церкви Кирило благословив Віктора Януковича на президентство.
Близько 10:30 розпочалось урочисте засідання Верховної Ради. Володимир Литвин відкрив церемонію присяги нового президента. Вона розпочалася з виконання гімну. Голова Центральної виборчої комісії Володимир Шаповал оголосив результати виборів. Голова Конституційного суду Андрій Стрижак вручив новообраному Президенту текст присяги. Віктор Янукович, поклавши руку на Пересопницьке Євангеліє та Конституцію України, промовив слова присяги і підтвердив її підписом. Голова Конституційного суду вручив Януковичу свідоцтво про вступ на пост Президента України та символи глави держави: знак, печатку і булаву Президента. Голова ЦВК вручив Віктору Федоровичу свідоцтво Президента України.
Прозвучала «Молитва за Україну».
Після завершення церемонії Віктор Федорович під звуки «Запорізького маршу» залишив приміщення Верховної Ради.
На інавгурації були присутні радник США з національної безпеки Джонс Джеймс Логан, Верховний представник з питань спільної зовнішньої та безпекової політики Кетрін Ештон, і спікер Думи Борис Гризлов. Парламентська опозиція не прийшла на інавгурацію Януковича. Її проігнорували Віктор Ющенко і прем'єр-міністр Юлія Тимошенко.

### Промова Президента
На урочистому засіданні Верховної Ради України Віктор Янукович проголосив інавгураційну промову, яка була найкоротшою за всю історію президентських інавгурацій. Четвертий Президент заявив про необхідність створення ефективної системи управління країною і захисту всіх верств населення. Він обіцяв сприяти подоланню корупції в Україні, налагоджувати співпрацю і з ЄС, і з Росією. При цьому Янукович наголошував, що найкраще для України мати позаблоковий статус.

### Прорахунки
Перед новообраним Президентом у день інавгурації зачинилися двері парламенту та ледве його не вдарили.
Коли Віктор Янукович отримав посвідчення Президента, то поклав його собі у кишеню замість того, щоб, згідно протоколу, віддати солдату почесної варти на зберігання.